# Армандо Піккі
Армандо Піккі (італ. Armando Picchi, 20 червня 1935, Ліворно — 26 травня 1971, Санремо) — італійський футболіст, що грав на позиціях правого захисника і ліберо. По завершенні ігрової кар'єри — тренер.
Найкращі роки кар'єри провів в «Інтернаціонале», де був частиною так званого Великого «Інтера» 1960-х років. Грав за національну збірну Італії.
Триразовий чемпіон Італії. Дворазовий володар Кубка чемпіонів УЄФА. Дворазовий володар Міжконтинентального кубка. 

## Клубна кар'єра
Народився 20 червня 1935 року в Ліворно. Починав займатися футболом у команді «Сан-Фредіано», а 1949 року перейшов до системи підготовки «Ліворно». 1954 року дебютував у дорослому футболі виступами за основну команду «Ліворно», в якій провів п'ять сезонів, граючи здебільшого у третьому італійському дивізіоні. 
1959 року був запрошений до клубу СПАЛ, виступаючи за який у першому ж сезоні в Серії A зарекомендував себе як один з найнадійніших захисників тогочасного італійського футболу.
Тож вже після одного сезону у вищому дивізіоні перейшов до міланського «Інтернаціонале». До команди саме прийшов новий головний тренер Еленіо Еррера, який почав побудову команди, якій судилося увійти в історію як Великий «Інтер» (італ. La Grande Inter). Наставник робив ставку на прагматичний футбол, в якому найбільший акцент робився на захисті власних воріт, тож на непоступливого і надійного новачка відразу покладалися великі сподівання. Еррера швидко перепрофілював Піккі, який у своїх попередніх командах грав здебільшому на правому фланзі захисту, на позицію ліберо, яка передбачала зокрема й керівництво усією лінією оборони команди. Під його наставництвом формувалися такі зіркові у майбутньому італійські захисники як Тарчізіо Бурньїч і Джачінто Факкетті.
Коли 1963 року команду залишив Бруно Болкі, до Піккі перейшла капітанська пов'язка. За його перебування в «Інтері», яке тривало сім сезонів, команда тричі ставала переможцем у чемпіонаті Італії, двічі поспіль, у розіграшах 1963/64 і 1964/65 років, — володарем Кубка чемпіонів УЄФА, у ті ж роки вигравала й Міжконтинентальний кубок. 
1967 року досвідчений захисник залишив міланську команду і перейшов до скромнішого «Варезе», в якому за два роки й завершив ігрову кар'єру.

## Виступи за збірну
У листопаді 1964 року дебютував в офіційних матчах у складі національної збірної Італії грою відбору на ЧС-1966. Проте до заявки команди на фінальну частину мундіалю не увійшов, оскільки наставник команди Едмондо Фаббрі вважав його занадто орієнтованим на захист.
При новому наставнику італійців Ферруччо Валькареджі почав регулярніше залучатися до лав збірної, зокрема був гравцем її основного складу протягом відбору на Євро-1968. Мав всі шанси увійти до складу команди, яка тріумфувала у фінальному турнірі цього турніру, утім навесні 1968 року травмувався і вимушено пропустив континентальну першість.
Заглом протягом кар'єри у національній команді, яка тривала 5 років, провів у її формі 12 матчів.

## Кар'єра тренера
Протягом свого другого і останнього сезону у «Варезе» поєднував виступи на футбольному полі з обов'язками тренера. Перший досвід тренерської роботи виявився невдалим — у тому сезоні команді не вистачило одного турнірного очка аби залишитися у найвищому італійському дивізіоні.
Остаточно завершивши ігрову кар'єру, 1969 року повернувся до рідного «Ліворно», змінивши Альдо Пуччінеллі на посаді головного тренера його команди. На момент приходу Піккі команда перебувала у зоні вильоту із Серії B, але молодому тренеру вдалося перебудувати гру і покращити результати «Ліворно», який завершив сезон на шостому місці турнірної таблиці.
1970 року був запрошений очолити «Ювентус», ставши у свої 35 років наймолодшим на той час головним тренером команди Серії A. Омолоджувалася й команда — саме за Піккі у складі туринської команди заграли 19-річний Роберто Беттега, 21-річний Франко Каузіо і вже досвідченіший 24-річний Фабіо Капелло. Утім перебування тренера у «Ювентусі» вивилося дуже коротким — вже 16 лютого 1971 року його було госпіталізовано через виявлену  злоякісну пухлину ребра.

## Смерть і вшанування пам'яті
Помер 26 травня 1971 року, через три місяці після госпіталізації, на 36-му році життя у Санремо.
У рік його смерті Італійська федерація футболу започаткувала нерегулярний товариський турнір Меморіал Армандо Піккі, який проходив у його рідному Ліворно у різних форматах до 1999 року.
1990 року іменем Піккі було названо домашню арену його рідного «Ліворно».
| Дата       | Місто         | Господарі | Результат | Гості      | Турнір            | Голи | Примітки |
| ---------- | ------------- | --------- | --------- | ---------- | ----------------- | ---- | -------- |
| 4-11-1964  | Генуя         | Італія    | 6 – 1     | Фінляндія  | Відбір до ЧС 1966 | -    |          |
| 13-3-1965  | Гамбург       | ФРН       | 1 – 1     | Італія     | товариський матч  | -    |          |
| 18-4-1965  | Варшава       | Польща    | 0 – 0     | Італія     | Відбір до ЧС 1966 | -    |          |
| 1-11-1966  | Мілан         | Італія    | 1 – 0     | СРСР       | товариський матч  | -    |          |
| 26-11-1966 | Неаполь       | Італія    | 3 – 1     | Румунія    | Відбір до ЧЄ 1968 | -    |          |
| 22-3-1967  | Нікосія       | Кіпр      | 0 – 2     | Італія     | Відбір до ЧЄ 1968 | -    |          |
| 27-3-1967  | Рим           | Італія    | 1 – 1     | Португалія | товариський матч  | -    |          |
| 25-6-1967  | Бухарест      | Румунія   | 0 – 1     | Італія     | Відбір до ЧЄ 1968 | -    |          |
| 1-11-1967  | Козенца       | Італія    | 5 – 0     | Кіпр       | Відбір до ЧЄ 1968 | -    |          |
| 18-11-1967 | Берн          | Швейцарія | 2 – 2     | Італія     | Відбір до ЧЄ 1968 | -    |          |
| 23-12-1967 | Кальярі       | Італія    | 4 – 0     | Швейцарія  | Відбір до ЧЄ 1968 | -    |          |
| 6-4-1968   | Софія (місто) | Болгарія  | 3 – 2     | Італія     | Відбір до ЧЄ 1968 | -    |          |
| Усього     |               | Матчів    | 12        |            | Голів             | 0    |          |

## Титули і досягнення
- Чемпіон Італії (3):

«Інтернаціонале»: 1962-1963, 1964-1965, 1965-1966
- Володар Кубка чемпіонів УЄФА (2):

«Інтернаціонале»: 1963-1964, 1964-1965
- Володар Міжконтинентального кубка (2):

«Інтернаціонале»: 1964, 1965